# اختبار هبوط الخرسانة

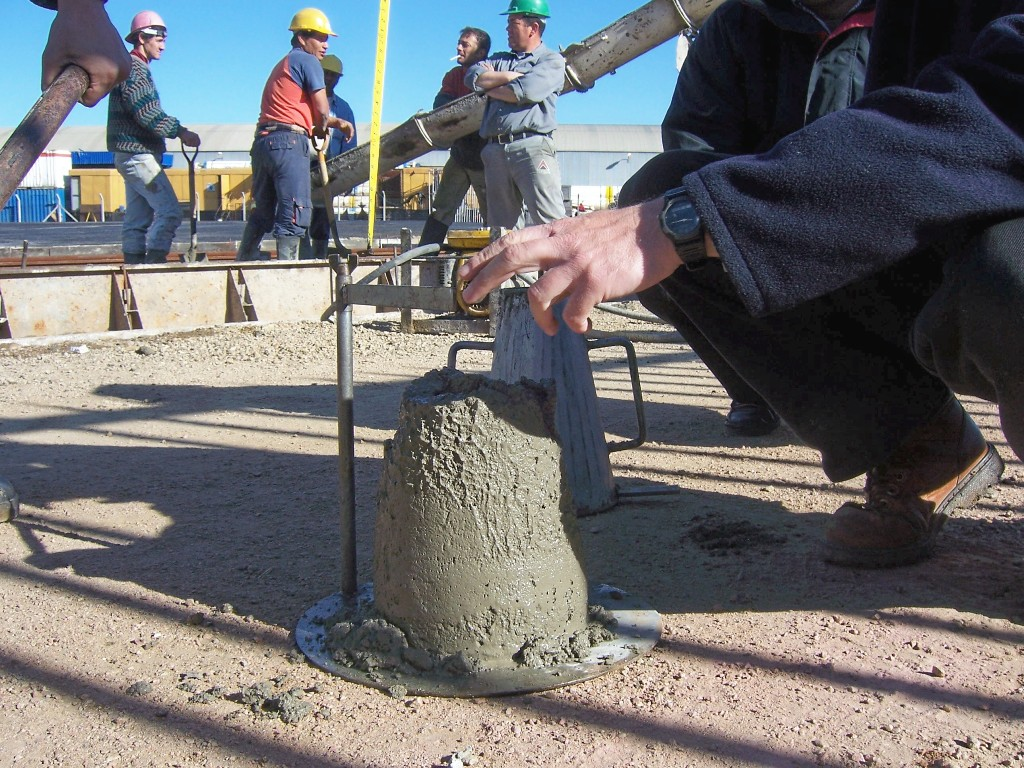
فحص مقدار الهبوط بالخرسانة.

فحص الهبوط للخرسانة ويعرف أيضا ب التهدّل (بالإنجليزية: Concrete slump test) هو اختبار تجريبي يُستخدم للتحقق من اتساق واستقامة الخرسانة. يتم ذلك من خلال استخدام مخروط خاص لقياس الهبوط وتحديد قابلية الخرسانة للتشغيل (Workability) ولتحديد قوامها ونسبة الماء اللازم إضافته إلى الأسمنت. ويختلف القوام المناسب (الهبوط) طبقا لخرسانة المنشآت المختلفة، ففي الوحدات السكنية يكون 10 ملم، بينما في الطرق 25 ملم، وفي الأعمال خرسانية من 50 - 60 ملم، وهكذا.

## الطريقة
يرفع القالب رأسياً إلى أعلى ببطء وحذر وبشكل يضمن عدم زحزحة الخرسانة ويوضع القالب رأسياً بجانب كتلة الخرسانة التي كانت بداخله، ويوضع قضيب الدمك على قاعدة القالب العلوية بشكل أفقي باتجاه الكتلة الخرسانية وتقاس المسافة بين القضيب وبين أعلى نقطة على سطح كتلة الخرسانة.وتكون هي قيمة التهطل.

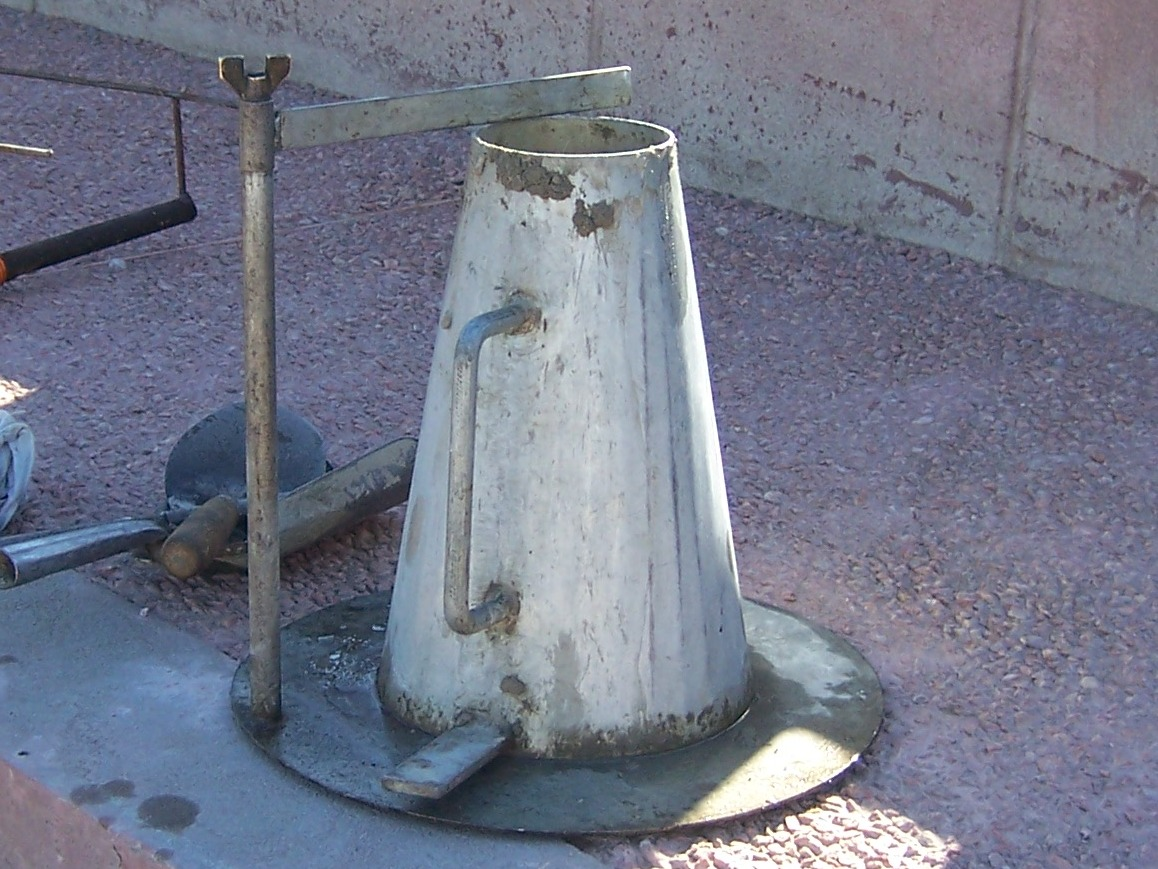
وضع مخروط الهبوط
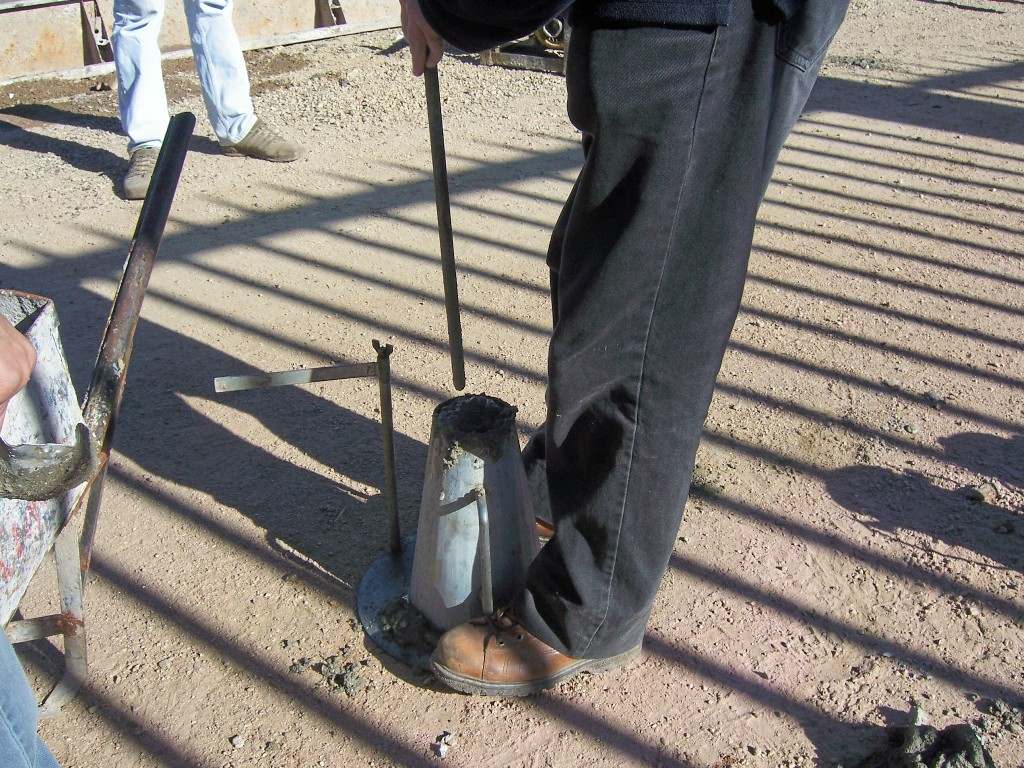
دك داخلي
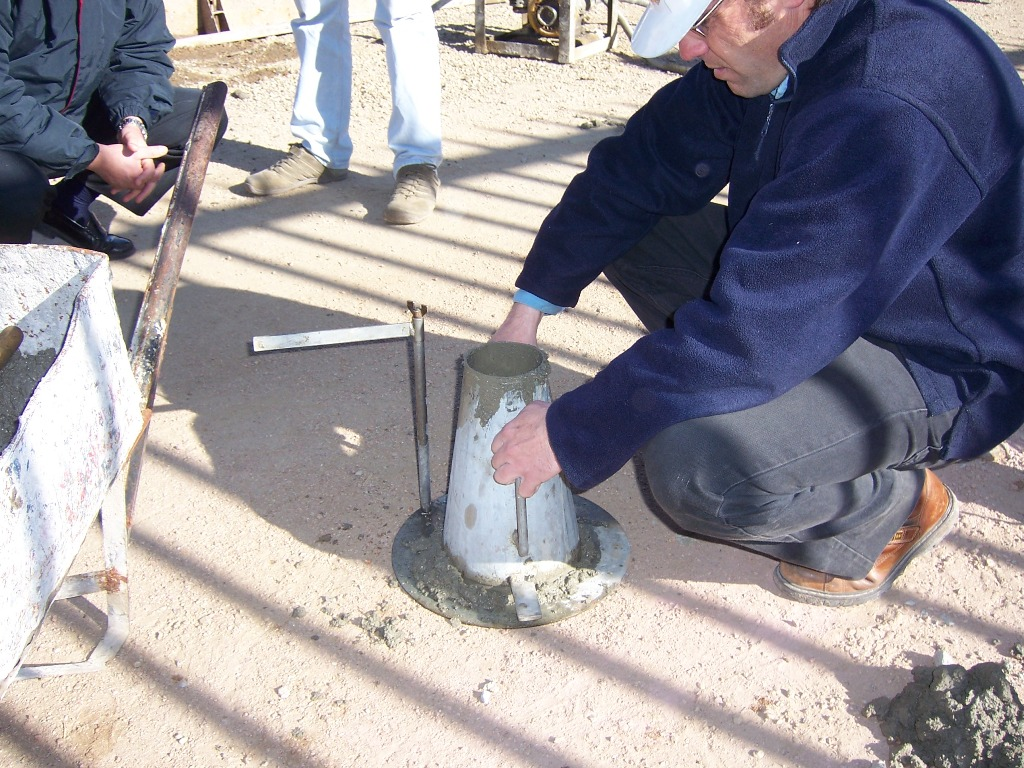
إزالة المخروط

الأدوات المستخدمة.
- قالب على شكل مخروط ناقص. (ارتفاع 30 سم، قاعدة سفلية قطر 20 سم، فتحة علوية 10 سم)
- قضيب الدمك. (قطره 15 مم وارتفاع 60 سم)
- أداة قياس.
- عينة من الخرسانة.

خطوات إجراء اختبار الهبوط القياسي للخرسانة.
1- ينظف القالب جيداً وخاصة السطح الداخلي.
2- يوضع القالب على سطح أفقي تماماً وغير منفذ للماء.
3- يملأ القالب على ثلاث دفعات كل طبقة تساوي الثلث من الارتفاع الكلي 30 سم ويتم الدمك 25 مرة باستخدام القضيب على أن ينفذ إلى كامل الطبقة والطبقة التي أسفلها.
4- تسوية السطح النهائي.
5- يرفع القالب مباشرة بعد التسوية رأسياً لأعلى وبحرص شديد.
6- يقاس مقدار الهبوط وهو الفرق بين ارتفاع القالب وارتفاع العينة.
و يحدث ثلاث أشكال للهبوط وهي.
انهيار أو قص أو هبوط حقيقي.
7- مقارنة قيمة الهبوط مع قيمة الهبوط المدونة في التقرير المرفق مع الخرسانة أو قيمة الهبوط المطلوبة في حال الخلط في الموقع.

## تفسير النتائج

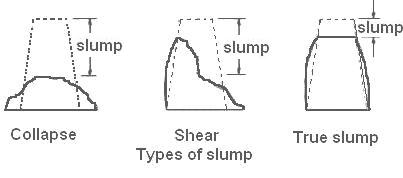
درجات هبوط الخرسانة (slump).

توجد في كل البلدان العربية كودات خاصة لهبوط الخرسانة - كما في مصر مثلا، حيث يكون قوام الخرسانة جافا إذا كان الهبوط صفر - 20 ملم، ويكون صلبا إذا كان الهبوط من 10 - 40 ملم، وتكون الخرسانة لدنة إذا كان الهبوط من 30- 120 ملم، ومبللة إذا كان الهبوط 100- 200 ملم، ورخوة إذا كان الهبوط 180 - 220 ملم.
أما وفقا للمعيار الأوربي EN 206-1:2000 لقياس درجة الهبوط في الخرسانة (slump)، فيمكن تحديد خمس درجات كما يلي:
| درجة الهبوط | الهبوط بالملمتر |
| ----------- | --------------- |
| S1          | 10 - 40         |
| S2          | 50 - 90         |
| S3          | 100 - 150       |
| S4          | 160-210         |
| S5          | ≥220            |